# 33811 Scottobin
33811 Scottobin è un asteroide della fascia principale. Scoperto nel 1999, presenta un'orbita caratterizzata da un semiasse maggiore pari a 2,2095184 UA e da un'eccentricità di 0,1922944, inclinata di 8,32053° rispetto all'eclittica.